# Sirio Politi
Sirio Politi (Capezzano Pianore, 1º febbraio 1920 – Viareggio, 19 febbraio 1988) è stato un presbitero italiano.

## Biografia

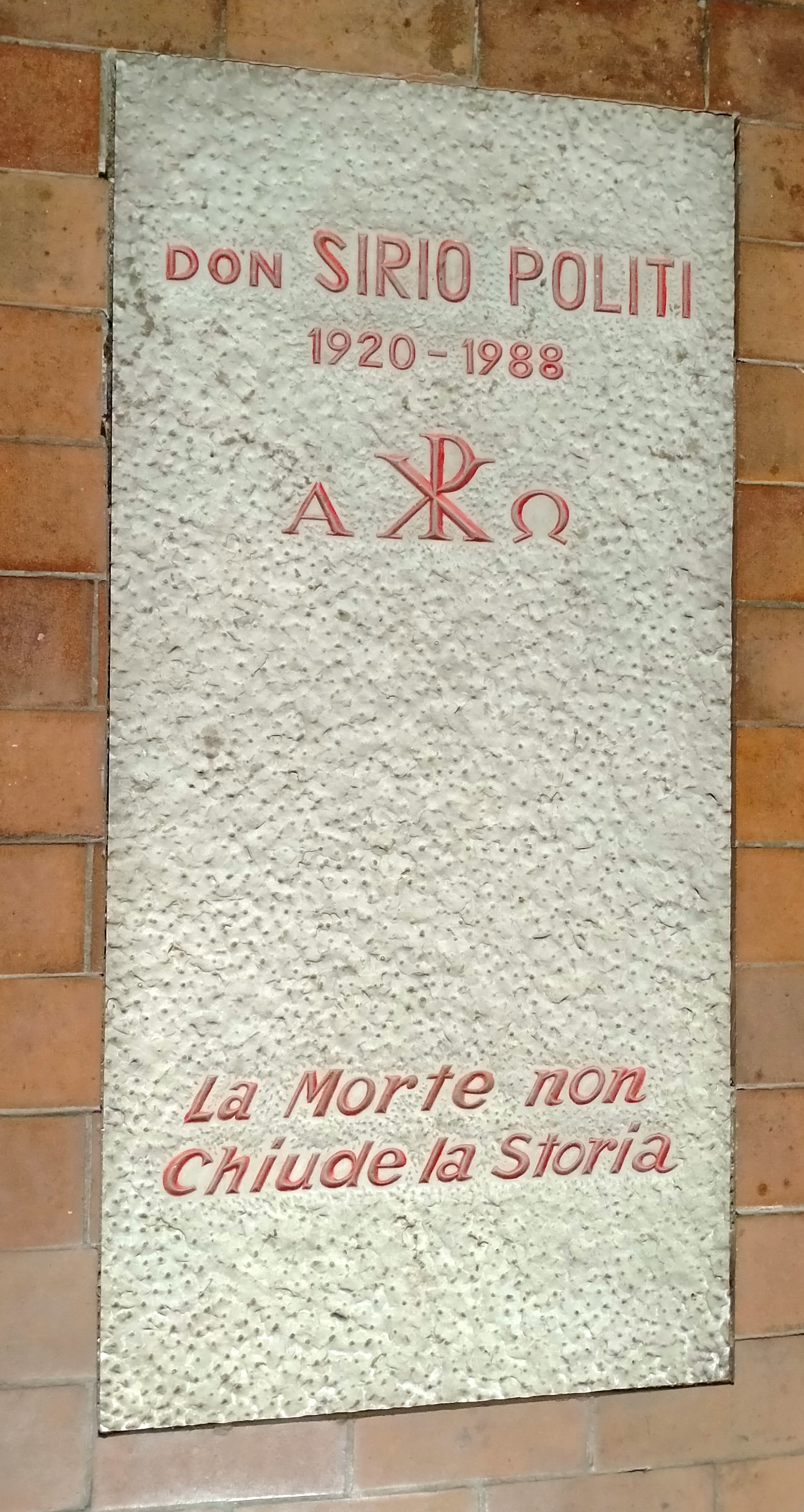
Tomba di Sirio Politi alla chiesina dei Pescatori

Don Sirio Politi è stato uno dei primi preti operai italiani. Dopo aver completato gli studi teologici fu ordinato sacerdote nel 1943.
Dal 1945 al 1956 fu parroco a Bargecchia.
Nel 1956 lavorò, prima come operario e infine come artigiano, al porto di Viareggio, ove ottenne il permesso di trasformare in cappella un piccolo edificio costruito dopo la prima guerra mondiale quale sede della Stazione Sanitaria Marittima e abbandonato dalla seconda guerra mondiale.
Scrisse nel 1961 il suo primo libro Una zolla di terra edito da La locusta. Successivamente pubblicò il suo diario di vita in fabbrica, dal titolo Uno di loro. Nel 1962 adibì la sala adiacente alla chiesetta a sede della redazione del giornale Il nostro lavoro, che due anni dopo fu chiuso per intervento dell'autorità ecclesiastica; l'ambiente divenne allora il centro della comunità dei sacerdoti lavoratori.
All'inizio degli anni '60 gli fu imposto di scegliere tra fare il prete o l'operaio: lasciò il cantiere, ma continuò a mantenersi con il lavoro artigianale fino a quando, dopo il Concilio Vaticano II, poté riprendere l'esperienza in fabbrica.
Morì il 19 febbraio 1988 e al suo funerale partecipò David Maria Turoldo. Nel 2002 le sue ceneri furono collocate all'interno della chiesina dei Pescatori.